# Maarten Harpertszoon Tromp
Maarten Harpertszoon Tromp (Den Briel, Holanda Meridional, 23 de abril de 1598-Scheveningen, Holanda, 10 de agosto de 1653) fue un almirante de la marina neerlandesa.

## Semblanza
Tromp era hijo de un agente de uno de los primeros hombres de guerra neerlandeses; su madre lavaba camisas de los marineros para ganar algún dinero. A los nueve años de edad se echó a la mar con su padre, y estuvo presente en la Batalla de Gibraltar. Tres años más tarde se embarcaron juntos en un navío mercante que iba a África, donde fueron atacados por el pirata inglés Peter Easton. Durante el ataque su padre fue asesinado. De acuerdo con la leyenda, Tromp, de 12 años, reunió a la tripulación del barco gritando “¿No vengaréis la muerte de mi padre?”, pero los piratas le apresaron y le vendieron a los traficantes de esclavos de Salé. Sin embargo, dos años más tarde, Easton, impulsado por la piedad, pidió que le liberasen. Una vez liberado, Tromp mantuvo a su madre y a sus tres hermanas trabajando en un astillero de Róterdam. Se echó a la mar nuevamente con 19 años de edad, y tres años más tarde fue capturado de nuevo — esta vez por los corsarios berberiscos de Túnez. Sirvió como esclavo hasta los 24 años, y para entonces había impresionado tanto al gobernante de Túnez con sus habilidades con las armas y la navegación que fue liberado otra vez. Se alistó en la marina neerlandesa como teniente en 1621.
Su hijo, Cornelis Tromp también fue almirante de la marina neerlandesa.

## En la marina neerlandesa
En 1639, durante la lucha holandesa por la independencia de España, Tromp derrotó a una gran flota española que se dirigía a Flandes en la Batalla de las Dunas, marcando el final del poder naval español. En una batalla preliminar, durante la acción del 18 de septiembre de 1639, Tromp fue el primer comandante de flota conocido que utilizó deliberadamente la táctica de la línea de batalla. Su buque insignia en ese período era el Aemilia. En la primera guerra anglo-neerlandesa de 1652-1653 Tromp comandó la flota holandesa en las batallas de Dungeness, Portland, Gabbard y Scheveningen. En la última de estas, fue muerto por un francotirador ubicado en el aparejo del barco de William Penn. El comandante Egbert Bartholomeusz Kortenaer, del buque holandés Brederode mantuvo la moral de la flota al no arriar la insignia de Tromp para indicar que aún seguía vivo.

## Bibliografía utilizada

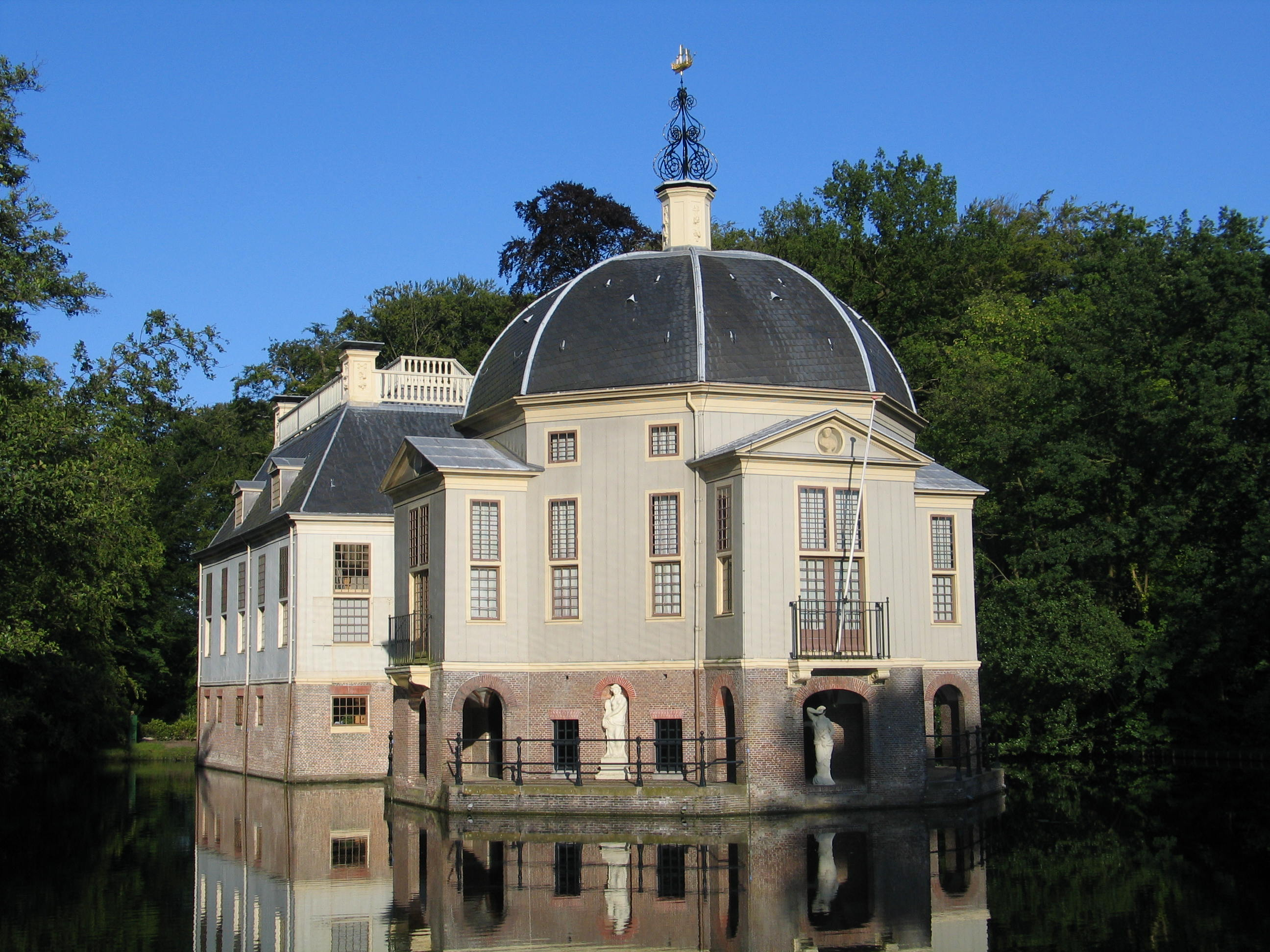
Kasteel Trompenburgh 's Graveland